# 우리들의 헤어진 여자친구
"우리들의 헤어진 여자친구"는 2013년에 개봉한 대한민국의 영화이다.

## 캐스팅
- 주영호 : 재현 역
- 오연재 : 혜리 역
- 김수지
- 김지언
- 김이수
- 심호성